# Relaciones Argentina-República de China
Este artículo trata sobre las relaciones entre la República Argentina y la República de China. Para las relaciones entre Argentina y la República Popular China, véase Relaciones Argentina-China.
La relación entre la República Argentina y la República de China (comúnmente conocida como Taiwán) se conoce como relaciones Argentina-Taiwán. Desde 1945 hasta 1972, ambos países mantuvieron relaciones diplomáticas oficiales y, tras la ruptura de las relaciones diplomáticas, establecieron oficinas de representación en las capitales de cada uno de ellos con funciones de embajadas.

## Historia
La República de China estableció su embajada en Buenos Aires, la capital, y la República Argentina estableció su embajada en Chongqing, la capital, el 30 de mayo de 1945, marcando el inicio de las relaciones diplomáticas entre ambos países a nivel de embajadores.El 4 de diciembre de 1945, el primer embajador en la República de China presentó sus cartas credenciales como parte del intercambio de embajadores entre las dos naciones.[cita requerida] El 13 de abril de 1946, el primer embajador en Argentina presentó sus cartas credenciales.
La República Popular China y Argentina establecieron relaciones diplomáticas el 16 de febrero de 1972.Sin embargo, gracias a la influencia de Xu Shaochang, embajador de la República de China en Argentina, los dos países no separaron sus embajadas y la República de China no rompió formalmente sus relaciones diplomáticas. Tras reiteradas solicitudes de la República Popular China, Argentina declaró en julio que pondría fin a sus relaciones diplomáticas con este último país. El 19 de febrero, la República de China declaró oficialmente el fin de las relaciones diplomáticas entre ambas naciones. Este reconocimiento se produjo de manera póstuma. La embajada en Argentina cerró el 10 de agosto.
Argentina y otras diez naciones denunciaron a la República Popular China durante la sesión plenaria de la Asamblea Mundial de la Salud (AMS) en mayo de 1997.Un equipo de la Cámara de Diputados de Argentina visitó Taiwán el 9 de junio de 2002, bajo el liderazgo de Jorge Alberto Escobar, presidente de la comisión encargada de asuntos exteriores.Diez miembros del Parlamento argentino emitieron una declaración en mayo de 2019 exigiendo que se invitara a Taiwán a la Asamblea Mundial de la Salud.
Se envió una carta a Tedros Adhanom Ghebreyesus, Secretario General de la Organización Mundial de la Salud (OMS), En mayo de 2020, 71 parlamentarios taiwaneses de Argentina y otros nueve países americanos, conocidos colectivamente como el "Club Formosa", enviaron una carta instando a la OMS a reconocer la urgente necesidad de Taiwán de sumarse al sistema de salud mundial.

## Inmigración
Los inmigrantes han sido la principal fuerza impulsora de la presencia de Taiwán en Argentina. El conocido Barrio Chino en el Bajo Belgrano, Buenos Aires, originalmente estaba centrado en la calle Taiwán, en referencia a la ola de inmigrantes taiwaneses que se establecieron allí a principios de los años 1980. Mientras tanto, los supermercados a los que los argentinos se refieren como "chinos" fueron inicialmente propiedad de inmigrantes taiwaneses, quienes luego los vendieron a inmigrantes chinos que llegaron a la zona en gran número diez años después. Una confluencia de fuerzas políticas, económicas y educativas condujo a la mayor ola de inmigración desde Taiwán.

## Comercio
Según datos de la oficina de Aduanas de Taiwán, las exportaciones a Argentina fueron de 267,59 millones de dólares, un aumento del 42,4 por ciento, mientras que las importaciones desde Argentina totalizaron 453,25 millones de dólares, un notable aumento del 73,3 por ciento.
A partir del 10 de mayo de 2021, Argentina impuso derechos antidumping a las bicicletas y al poliestireno espumado de Taiwán (se inició una investigación antidumping el 26 de mayo de 2020).